# آندره رابرسون
آندره رابرسون (انگلیسی: André Roberson؛ زادهٔ ۴ دسامبر ۱۹۹۱) بازیکن بسکتبال اهل ایالات متحده آمریکا است.
از باشگاه‌هایی که در آن بازی کرده‌است می‌توان به اکلاهما سیتی تاندر اشاره کرد.